# مورسنگ‌چشم گونه‌سیمین
مورسنگ‌چشم گونه‌سیمین (نام علمی: Sakesphoroides cristatus) گونه‌ای از پرندگان در زیرتیرهٔ Thamnophilinae از تیرهٔ مورچه‌مرغان (Thamnophilidae) «نمادین» و بومی برزیل است.